# Derżele (przystanek kolejowy)
Derżele (lit. Darželiai, ros. Даржеляй) – zlikwidowany przystanek kolejowy w miejscowości Derżele, w rejonie orańskim, w okręgu olickim, na Litwie. Leży na linii dawnej Kolei Warszawsko-Petersburskiej.
Po rozpadzie Związku Sowieckiego odcinek linii po stronie litewskiej od Marcinkańców do granicy państwowej z Białorusią został zlikwidowany.